# 옥포 분기점
옥포 분기점(玉浦分岐點, Okpo Junction, 옥포JC)은 대구광역시 달성군 옥포읍 본리리에 설치된, 광주대구고속도로와 중부내륙고속도로지선이 만나는 분기점이자 광주대구고속도로의 종점이다. 개통 당시 분기점 구조는 트럼펫 형태였으나, 88올림픽고속도로의 부분 확장을 통해 광주 ↔ 현풍 연결 램프를 2003년 9월 17일부터 폐쇄해 지금과 같은 금호 ↔ 광주 방향 통행만 가능한 직결형 형태로 변경되었다. 폐쇄된 현풍 ↔ 광주 방면의 진입은 현풍 분기점을 통해 고령 분기점에서만 가능하다.

## 연혁
- 1984년 6월 27일 : 88올림픽고속도로 담양 ~ 달성 구간 개통과 함께 영업 개시[1]
- 2003년 9월 17일 : 88올림픽고속도로 부분 확장에 따라 광주 ↔ 현풍 연결 램프 폐쇄

## 구조물 정보
- 위치: 대구광역시 달성군 옥포읍 본리리

## 접속하는 노선

### 광주방면
- 광주대구고속도로 (28번)

### 현풍・금호방면
- 중부내륙고속도로지선 (3번)

## 구조
직결형 구조로 광주대구고속도로에서 대구 방향을 향해 오는 선이 그대로 중부내륙고속도로지선 금호 방향으로 합류하는 구조이다. 중부내륙고속도로 현풍 방향에서 광주대구고속도로 광주 방향으로, 또는 그 반대 방향으로는 진출입이 불가능하다. 다만 현풍 분기점과 고령 분기점을 이용하면 간접적으로 진출입이 가능하다.